# Blind Willie McTell
Blind Willie McTell, pseudonimo di William Samuel McTier (Thomson, 5 maggio 1901 – Milledgeville, 19 agosto 1959), è stato un cantante, compositore e chitarrista statunitense di musica blues. Utilizzava la tecnica del fingerpicking su 12 corde e nel corso della sua vita registrò 149 canzoni tra il 1927 ed il 1956.
Nato a Thomson nello Stato della Georgia e cieco da un occhio, McTell perse completamente la vista durante la tarda infanzia, ma imparò molto bene la lettura del braille. Nato in una famiglia di musicisti (entrambi i genitori e uno zio suonavano la chitarra), dimostrò il suo interesse nei confronti della musica sin da molto giovane e imparò presto a suonare la chitarra. Il padre lasciò la famiglia quando McTell era ancora molto piccolo, così, alla morte della madre avvenuta negli anni venti, lasciò casa per diventare un artista di strada. Iniziò a registrare del materiale nel 1927 per la Victor Records ad Atlanta e sino al periodo antecedente la seconda guerra mondiale viaggiò e si esibì ampiamente, registrando per diverse altre case discografiche. Il suo stile era unico: una forma di Country Blues che oscillava tra il blues più grezzo tipico del Mississippi Delta ed il più raffinato suono della East Coast. Questo stile è ben documentato dalle sue registrazioni del 1940 effettuate da John ed Alan Lomax per conto della Library of Congress, per le quali McTell fu pagato dieci dollari (l'equivalente di 154,25$ di oggi).
Nel 1934 McTell sposò Ruth Kate Williams (poi conosciuta come Kate McTell), la quale, prima di diventare un'infermiera a tempo pieno nel 1939, affiancò in varie occasioni il marito durante le sue esibizioni dal vivo e nelle registrazioni. A partire dal 1942, la maggior parte del matrimonio venne però vissuto separatamente, con Kate che viveva a Fort Gordon e lui che lavorava nei dintorni di Atlanta.
Successivamente alla guerra, realizzò del materiale per la Atlantic Records e la Regal Records, ma questi lavori ebbero meno successo commerciale rispetto ai precedenti. Continuò ad esibirsi ad Atlanta, ma le condizioni di salute precarie resero sempre più difficile la sua attività.
Un manager di un negozio di dischi, tale Ed Rhodes, incontrò McTell nel 1956 e riuscì a realizzare con lui alcune registrazioni; queste vennero più tardi pubblicate dalla Prestige/Bluesville Records con il nome di Blind Willie McTell's Last Session.
Morì nel 1959 per un infarto a Milledgeville, Georgia.
Nel suo paese natale, Thomson, viene tenuto annualmente un festival in onore di McTell.
Il cantautore americano Bob Dylan durante la registrazione del suo album "Infidels" del 1983 scrisse una canzone in suo onore intitolata, appunto, Blind Willie McTell.

## I brani più conosciuti
- Statesboro Blues
- Broke Down Engine Blues
- Death Room Blues
- Love Makin' Mama
- Your Southern Can Is Mine
- The Dyin' Crapshooter's Blues
- Weary Hearted Blues

## Sessioni di incisione
Nota: Tutte le canzoni sono state scritte da McTell eccetto dove scritto.
- 18 ottobre, 1927 – Atlanta, Georgia
  - "Writing Paper Blues"
  - "Stole Rider Blues"
  - "Mama, 'Tain't Long 'for' Day"
  - "Mr. McTell Got the Blues" (take 1)
  - "Mr. McTell Got the Blues" (take 2)
- 17 ottobre, 1928 – Atlanta, Georgia
  - "Three Women Blues"
  - "Dark Night Blues"
  - "Statesboro Blues"
  - "Loving Talking Blues"
- 30 ottobre, 1929 – Atlanta, Georgia (con lo pseudonimo di Blind Sammie)
  - "Atlanta Strut"
  - "Travelin' Blues"
  - "Cigarette Blues"
  - "Come on Around in My Kitchen"
- 31 ottobre, 1929 – Atlanta, Georgia (con lo pseudonimo di Blind Sammie)
  - "Real Jazz Mama"
  - "Kind Mama"
- 26 novembre, 1929 – Atlanta, Georgia
  - "Death Room Blues"
  - "Drive Away Blues"
  - "Hard Working Mama"
- 29 novembre, 1929 – Atlanta, Georgia
  - "Blue Sea Blues"
  - "South Georgia Blues"
  - "Mr. McTell's Sorrowful Moan"
  - "Weary Hearted Blues"
  - "Love Changing Blues"
- 17 aprile, 1930 – Atlanta, Georgia (con lo pseudonimo di Blind Sammie)
  - "Talkin' to Myself"
  - "Razor Ball"
- 23 ottobre, 1931 – Atlanta, Georgia (con lo pseudonimo di Blind Sammie)
  - "Southern Can Is Mine"
  - "Broke Down Engine Blues"
  - "Experience Blues" (with Ruth Day)
  - "Painful Blues" (with Ruth Day)
- 31 ottobre, 1931 – Atlanta, Georgia (con lo pseudonimo di Georgia Bill)
  - "Stomp Down Rider"
  - "Scarey Day Blues"
  - "Low Rider's Blues"
  - "Georgia Rag" (con Curley Weaver, 2^ chitarra e voce)
- 22 febbraio, 1932 – Atlanta, Georgia (con lo pseudonimo di Hot Shot Willie)
  - "Rollin' Mama Blues"
  - "Lonesome Day Blues"
  - "Mama, Let Me Scoop for You"
  - "Searching the Desert for the Blues"
- 14 settembre, 1933 – New York, New York (con lo pseudonimo di Blind Willie)
  - "Lay Some Flowers on My Grave"
  - "Warm It Up to Me" (con Curley Weaver)
  - "It's Your Time to Worry"
  - "It's a Good Little Thing"
- 18 settembre, 1933 – New York, New York (con lo pseudonimo di Blind Willie)
  - "Lord Have Mercy, If You Please"
  - "Don't You See How This World Made a Change"
  - "Savannah Mama"
  - "Broke Down Engine"
  - "Broke Down Engine No.2" (take 1)
  - "Broke Down Engine No.2" (take 2)
  - "My Baby's Gone"
- 19 settembre, 1933 – New York, New York (con lo pseudonimo di Blind Willie)
  - "Love-Makin' Mama" (take 1)
  - "Love-Makin' Mama" (take 2)
  - "Let Me Play with Your Yo-Yo"
  - "Hard to Get"
  - "Death Room Blues" (take 1)
  - "Death Room Blues" (take 2)
  - "Death Cell Blues"
  - "Lord, Send Me An Angel" (take 1)
  - "Lord, Send Me An Angel" (take 2)
  - "Snatch That Thing"
- 21 settembre, 1933 – New York, New York (con lo pseudonimo di Blind Willie)
  - "B & O Blues No.2" (take 1)
  - "B & O Blues No.2" (take 2)
  - "Weary Hearted Blues"
  - "Bell Street Lightnin'"
  - "Southern Can Mama" (con Curley Weaver)
  - "Runnin' Me Crazy"
  - "East St. Louis Blues"
- 23 aprile, 1935 – Chicago, Illinois
  - "Ain't It Grand to Be a Christian" (con Ruth Day)
  - "We Got to Meet Death One Day"
  - "Don't Let Nobody Turn You Around" (con Ruth Day)
  - "I Got Religion, I'm So Glad" (con Ruth Day)
  - "Dying Gambler" (con Ruth Day)
  - "God Don't Like It" (con Ruth Day)
  - "Bell Street Blues"
  - "Let Me Play With Your Yo-Yo"
- 25 aprile, 1935 – Chicago, Illinois
  - "Lay Some Flowers On My Grave"
  - "Death Room Blues"
  - "Ticket Agent Blues" (con Ruth Day)
  - "Dyin' Doubter Blues"
  - "Cold Winter Day"
  - "Your Time to Worry"
  - "Cooling Board Blues"
  - "Hillbilly Willie's Blues"
- 26 giugno, 1936 – Augusta, Georgia
  - "Married Life's a Pain"
- 1º luglio, 1936 – Augusta, Georgia
  - "Undertaker's Blues"
  - "Mama Keep Steppin'"
  - "Maybe Some Day"
- 5 novembre, 1940 – Atlanta, Georgia (nota come "John Lomax session")
  - "Just As Well Get Ready, You Got to Die"
  - "Climing High Mountains, Tryin' to Get Home"
  - "Monologue on accidents"
  - "Boll Weevil"
  - "Delia"
  - "Dying Crapshooter's Blues"
  - "Will Fox"
  - "I Got to Cross the River Jordan"
  - "Monologue on old songs"
  - "Old Time Religion, Amen"
  - "Amazing Grace" (trad.)
  - "Monologue on the history of the blues"
  - "Monologue on life as a maker of records"
  - "Monologue on himself"
  - "King Edward Blues"
  - "Murderer's Home Blues"
  - "Kill-It Rag"
  - "Chainey"
  - "I Got to Cross de River o' Jordan"
- Data sconosciuta, 1949 – Atlanta, Georgia (con lo pseudonimo di Pig & Whistle Red, with Curley Weaver)
  - "Love Changin' Blues"
  - "Savannah Mama"
  - "Talkin' to You Mama"
  - "East St. Louis"
  - "Wee Midnight Hours"
  - "Pal of Mine" (take 1)
  - "Pal of Mine" (take 2)
  - "Hide Me in Thy Bosom"
  - "Honey It Must Be Love"
  - "Sending Up My Timber" (take 1)
  - "Sending Up My Timber" (take 2)
  - "Lord Have Mercy, If You Please"
  - "It's My Desire"
  - "Trying to Get Home"
  - "Don't Forget It"
  - "Good Little Thing"
  - "You Can't Get Stuff No More"
- Data sconosciuta, November 1949 – Atlanta, Georgia (con lo pseudonimo di Barrelhouse Sammy, The Country Boy)
  - "Kill It Kid"
  - "The Razor Ball"
  - "Little Delia"
  - "Broke Down Engine Blues"
  - "Dying Crapshooter Blues"
  - "Pinetop's Boogie Woogie" (Clarence Smith)
  - "Blues Around Midnight"
  - "On the Cooling Board"
  - "Motherless Children Have a Hard Time" (trad.)
  - "I Got to Cross the River Jordan"
  - "You Got to Die"
  - "Ain't It Grand to Live a Christian"
  - "Pearly Gates"
  - "Soon This Morning"
  - "Last Dime Blues"
- Data sconosciuta, 1956 – Atlanta, Georgia (nota come "Last Session")
  - "Baby, It Must Be Love"
  - "The Dyin' Crapshooter's Blues"
  - "Don't Forget It"
  - "Kill It Kid"
  - "That Will Never Happen No More"
  - "Goodbye Blues"
  - "Salty Dog"
  - "Early Life"
  - "Beedle Um Bum"
  - "A Married Man's a Fool"
  - "A to Z Blues"
  - "Wabash Cannonball" (J.A. Roff)
  - "Pal of Mine"